# Phytosciara chaetocoxa
Phytosciara chaetocoxa är en tvåvingeart som beskrevs av Werner Mohrig 1999. Phytosciara chaetocoxa ingår i släktet Phytosciara och familjen sorgmyggor. Inga underarter finns listade i Catalogue of Life.